# Adelmo Bulgarelli
Adelmo Bulgarelli (Carpi, 23 marzo 1932 – 20 luglio 1984) è stato un lottatore italiano, specialista della lotta greco-romana.
Adelmo Bulgarelli ha partecipato a tre edizioni dei Giochi olimpici, la migliore delle quali fu quella di Melbourne 1956, quando vinse la medaglia di bronzo. Nelle edizioni successive i risultati furono meno brillanti: settimo ai giochi di Roma 1960, alle Olimpiadi di Tokyo 1964 scese di categoria combattendo nei massimi leggeri, ma venne eliminato nel girone finale.